# Rebordelo (Amarante)
Rebordelo es una freguesia portuguesa del concelho de Amarante, con 17,44 km² de superficie y 398 habitantes (2001). Su densidad de población es de 22,8 hab/km².